# I quattro libri dell’architettura
I quattro libri dell’architettura (Die vier Bücher zur Architektur) ist ein Traktat über Architektur des Architekten Andrea Palladio (1508–1580), geschrieben auf Italienisch. Die vier Bände wurden im Jahr 1570 zuerst in Venedig veröffentlicht und mit Holzschnitten des Autors selbst illustriert. Das Traktat wurde in den darauffolgenden Jahrhunderten vielfach gedruckt, übersetzt und verbreitet, häufig als ein Band zusammengefasst.

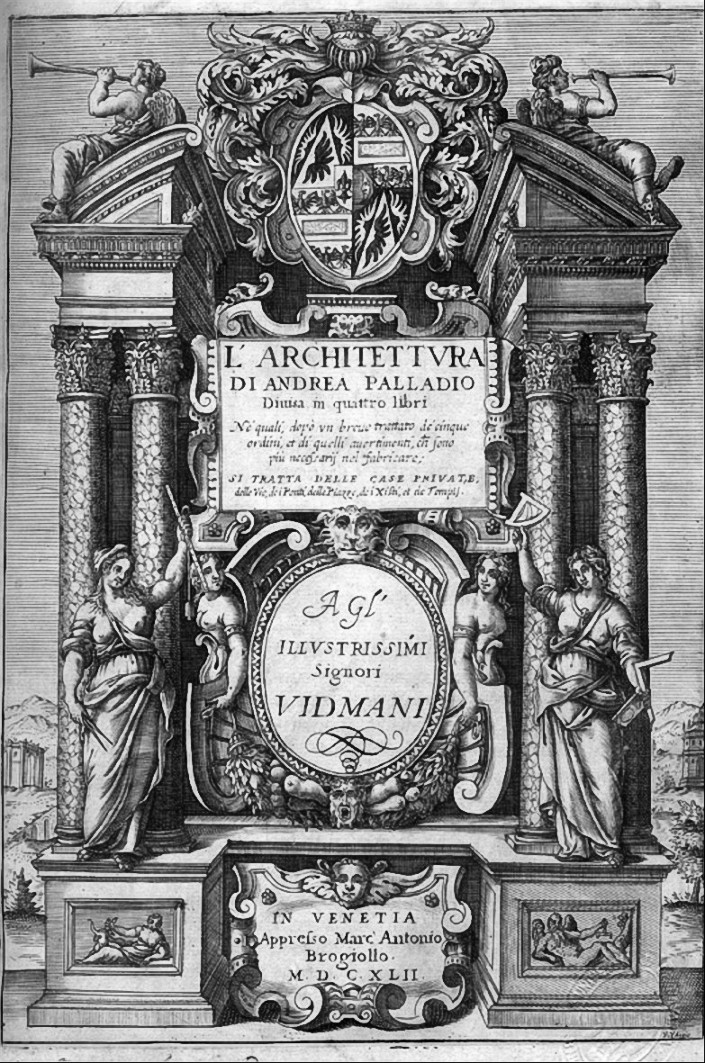
Andrea Palladio: I Quattro libri dell’architettura, Titelseite der Ausgabe von 1642.

Im Jahr 1663 veröffentlichte Godfrey Richards das erste Buch des Traktats erstmals in englischer Sprache in London. Die erste vollständige Edition auf Englisch gab der italienische Architekt Giacomo Leoni zwischen 1715 und 1720 ebenfalls in London heraus.

## Gliederung

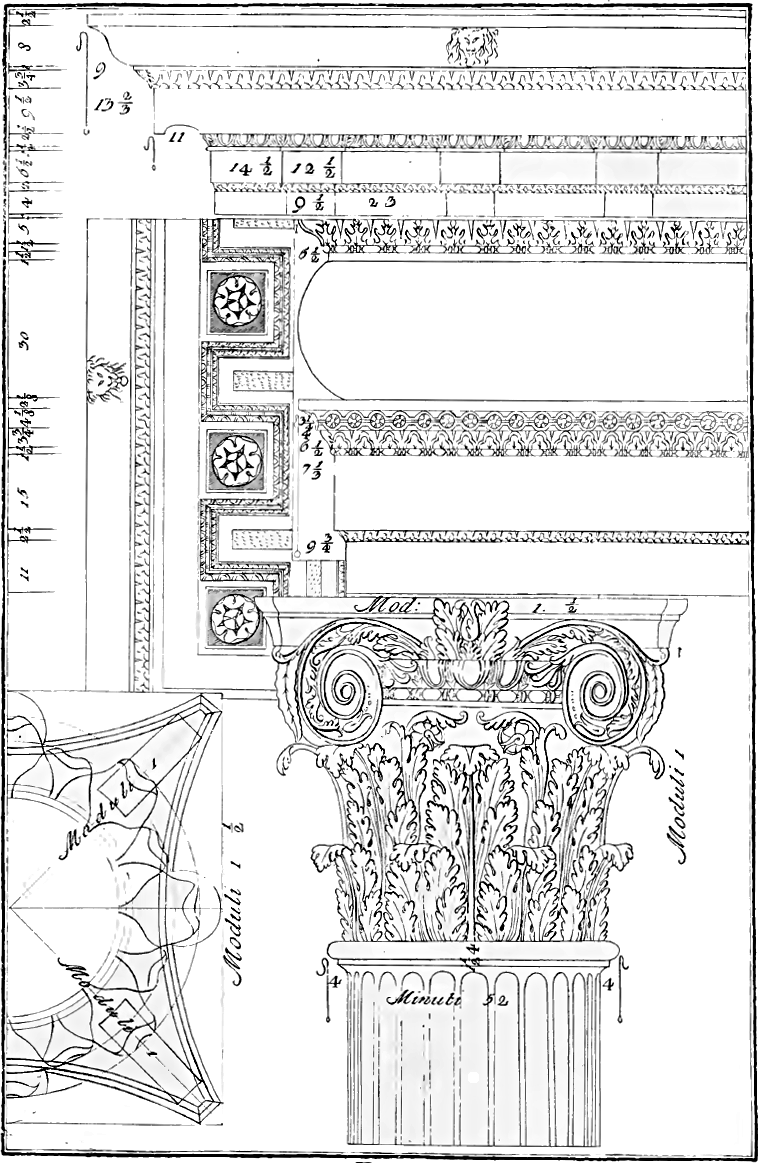
Andrea Palladio: I quattro libri dell’architettura (Buch I, Kap. XVIII), komposite Ordnung, Kapitell und Gebälk.

Das Traktat ist in vier Bücher eingeteilt:

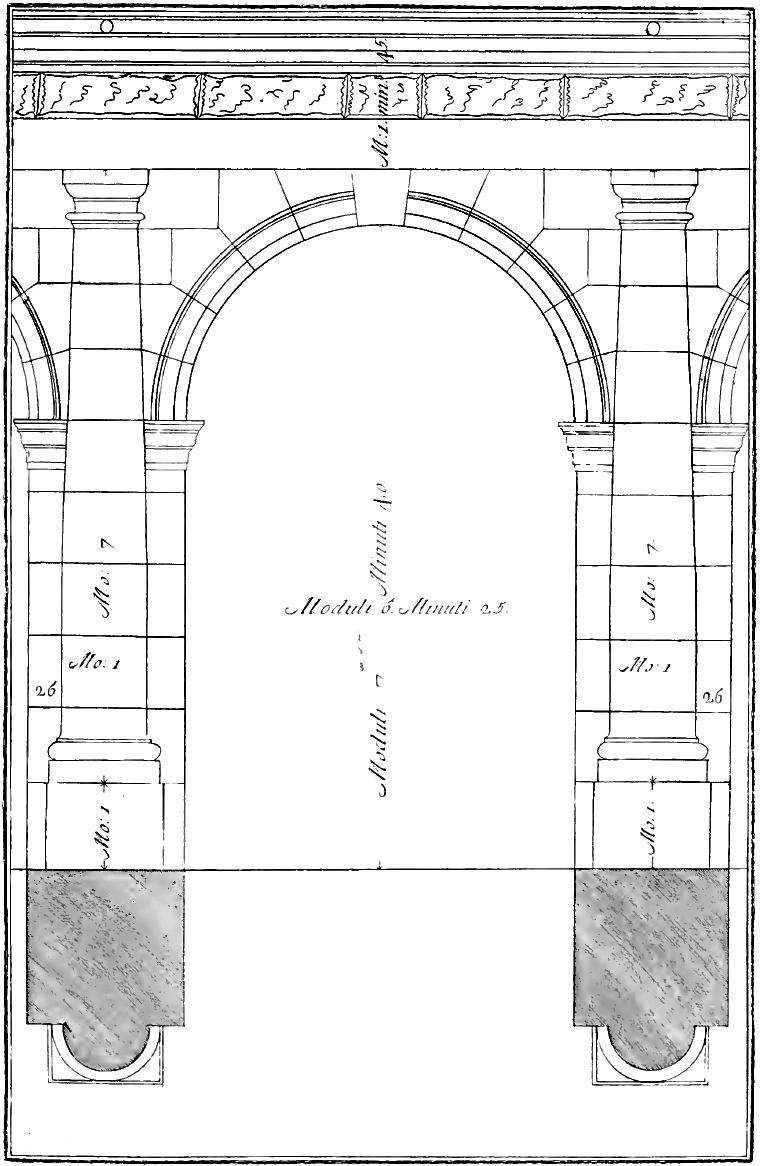
Andrea Palladio: I quattro libri dell’architettura (Buch I, Kap. XIV), toskanische Ordnung.

Das erste Buch behandelt Materialien und Bautechniken. Es beinhaltet die fünf Säulenordnungen (dorisch, ionisch, korinthisch, toskanisch, komposit) und ihre einzelnen Bestandteile (Basis, Schaft, Architrav, Bogen, Kapitell, Gebälk), sowie weitere Bauelemente (Gewölbe, Böden, Türen und Fenster, Kamin, Dach und Treppen).
- Kap. I: Was man bedenken und vorbereiten muss, bevor man sich ans Werk macht
- Kap. II: Vom Holz
- Kap. III: Von den Steinen
- Kap. IV: Vom Sand
- Kap. V: Vom Kalk und wie man ihn rührt
- Kap. VI: Von den Metallen
- Kap. VII: Von der Beschaffenheit des Bodens, in dem man die Fundamente legen soll
- Kap. VIII: Von den Fundamenten
- Kap. IX: Von den Arten der Mauern
- Kap. X: Von der Art, welche die Alten anwandten, um Bauwerke aus Stein zu errichten
- Kap. XI: Von der Verjüngung der Mauern und deren Teilen
- Kap. XII: Von den fünf Säulenordnungen, welche die Alten benutzten
- Kap. XIII: Von der Schwellung und der Verjüngung der Säulen, von den Interkolumnien und den Pfeilern
- Kap. XIV: Von der toskanischen Ordnung
- Kap. XV: Von der dorischen Ordnung
- Kap. XVI: Von der ionischen Ordnung
- Kap. XVII: Von der korinthischen Ordnung
- Kap. XVIII: Von der kompositen Ordnung
- Kap. XIX: Von den Sockeln
- Kap. XX: Von den Fehlern
- Kap. XXI: Von den Loggien, den Eingängen, den Sälen und Zimmern und von deren Form
- Kap. XXII: Von den Böden und den Decken
- Kap. XXIII: Von der Höhe der Zimmer
- Kap. XXIV: Von den Arten der Gewölbe
- Kap. XXV: Von den Maßen der Türen und Fenster
- Kap. XXVI: Von den Ornamenten der Türen und Fenster
- Kap. XXVII: Von den Kaminen
- Kap. XXVIII: Von den Treppen und ihren verschiedenen Arten und der Anzahl und Größe der Stufen
- Kap. XXIX: Von den Dächern

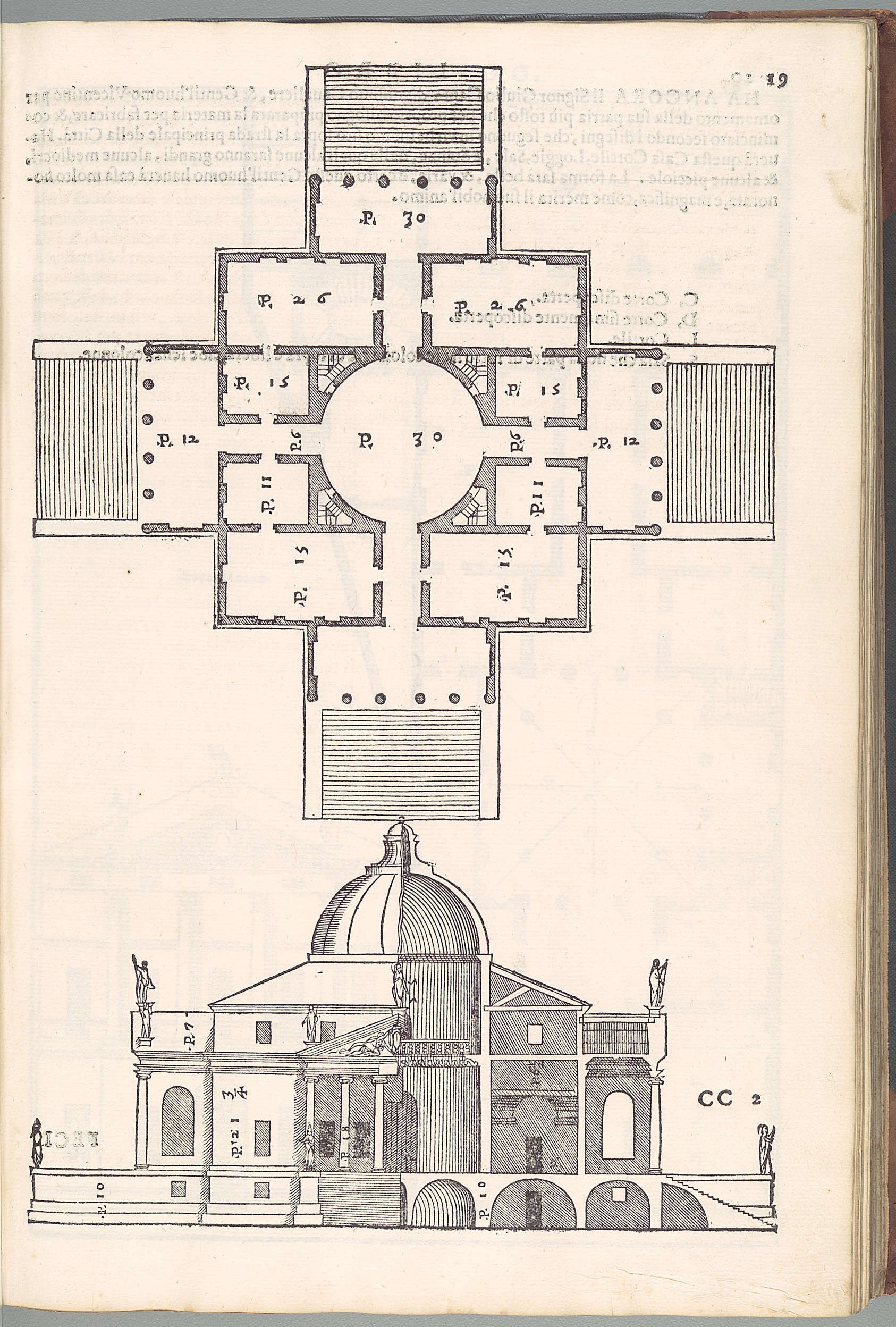
Andrea Palladio: I quattro libri dell'architettura (Buch II, Kap. III), Grund- und Aufriss der Villa Rotonda in Vicenza.

Das zweite Buch behandelt Entwürfe privater Stadtanwesen und Landvillen (villa suburbana) des 16. Jahrhunderts in und um Venedig herum, die Palladio zumeist selbst entwarf: neun Palazzi, 22 Villen (13 vollendet, fünf teilweise erbaut) und eine Reihe nie begonnener Projekte. Die illustrierenden Holzschnitte der abgeschlossenen Aufträge unterscheiden sich teilweise von den realisierten Gebäuden.
- Kap. I: Vom Schmuck (decor) oder der Schicklichkeit, die man bei Privatbauten beachten soll
- Kap. II: Von der Anordnung der Zimmer und anderer Räume
- Kap. III: Vom Entwurf von Stadthäusern
- Kap. IV: Vom toskanischen Atrium
- Kap. V: Vom viersäuligen Atrium
- Kap. VI: Vom korinthischen Atrium
- Kap. VII: Vom gedeckten Atrium und vom Privathaus der alten Römer
- Kap. VIII: Von den viersäuligen Sälen
- Kap. IX: Von den korinthischen Sälen
- Kap. X: Von den ägyptischen Sälen
- Kap. XI: Von den Privathäusern der Griechen
- Kap. XII: Vom Platz, den man für den Bau einer Villa wählen soll
- Kap. XIII: Von der Anlage einer Villa
- Kap. XIV: Von den Entwürfen der Villen einiger venezianischer Edelleute
- Kap. XV: Über Entwürfe von Villenanlagen für einige Edelleute auf der Terraferma
- Kap. XVI: Von der Villa der Alten
- Kap XVII: Von einigen Entwürfen für unterschiedliche Bauplätze

Im dritten Buch geht es vor allem um Stadtplanung: Straßen, Straßenpflasterungen aus Stein, Brücken aus Stein und Holz, sowie öffentliche Plätze. Dafür führt Palladio sowohl antik-römische als auch zeitgenössische Beispiele an. Er nimmt die Basilika von Vitruv in Fano auf, genau wie die Basilica Palladiana in Vicenza.
- Kap. I: Von den Straßen
- Kap. II: Von der Anlage der Straßen in der Stadt
- Kap. III: Von den Straßen außerhalb der Stadt
- Kap. IV: Von dem, was man beim Brückenbau beachten, und von dem Platz, den man dafür aussuchen soll
- Kap. V: Von den Holzbrücken und was man bei ihrem Bau beachten soll
- Kap. VI: Von der Brücke, die Caesar über den Rhein zu bauen befahl
- Kap. VII: Von der Brücke über den Cismon
- Kap. VIII: Von drei weiteren Entwürfen, nach denen man Holzbrücken machen kann, ohne, wie sonst, Pfähle in den Fluss zu rammen
- Kap. IX: Von der Brücke bei Bassano
- Kap. X: Von den Steinbrücken und was man bei ihrem Bau beachten soll
- Kap XI: Von einigen berühmten Brücken, welche die Alten bauten, und Abbildungen der Brücke von Rimini
- Kap. XII: Von der Brücke in Vicenza, die über den Bacchiglione führt
- Kap. XIII: Von einer Steinbrücke nach meinem Entwurf (Rialtobrücke)
- Kap. XIV: Von einer weiteren von mir entworfenen Brücke
- Kap. XV: Von der Brücke zu Vicenza über den Rerone
- Kap. XVI: Von den Plätzen und den Gebäuden, die sie umgeben
- Kap. XVII: Von den Plätzen der Griechen
- Kap. XVIII: Von den Plätzen der Römer
- Kap. XIX: Von den antiken Basiliken
- Kap. XX: Über die Basiliken in unseren Tagen und über die Basilika in Vicenza
- Kap. XXI: Von den Palaestren und Xysten der Griechen

Das vierte Buch beinhaltet zuerst fünf einleitende Kapitel und anschließend 26 Kapitel, in denen es um römische Tempel der Antike geht. Die einzige Ausnahme ist der zeitgenössische Tempietto in San Pietro in Montorio von Donato Bramante. Palladios Auswahl der Tempel erstreckt sich geografisch auf Rom, Neapel, Spoleto, Assisi, Pola und Nîmes. Die Illustrationen enthalten sorgfältige Messungen der Bauelemente, sowie Palladios eigene Rekonstruktionen und Interpretationen der Tempelfassaden in Fällen, in denen nur noch Ruinen vorhanden waren, wie z. B. der Tempel des Trajan.
- Kap. VI: Von den Zeichnungen nach einigen antiken Tempeln in Rom und zunächst dem der Pax (Templum Pacis, Rom)
- Kap. VII: Vom Tempel des Mars Ultor (auf dem Augustusforum)
- Kap. VIII: Vom Tempel des Nero Traianus
- Kap. IX: Vom Tempel des Antoninus und der Faustina (Tempel des Antoninus Pius und der Faustina)
- Kap. X: Von den Tempeln von Sol und Luna (Tempel der Venus und der Roma)
- Kap. XI: Von dem Tempel, der gemeinhin le Galluce genannt wird (Tempel der Minerva Medica)
- Kap. XII: Vom Tempel des Jupiter
- Kap. XIII: Vom Tempel der Fortuna Virilis (Tempel des Portunus)
- Kap. XIV: Vom Tempel der Vesta (Tempel der Vesta, Rom)
- Kap. XV: Vom Tempel des Mars (Hadrianeum, Rom)
- Kap. XVI: Vom Baptisterium des Konstantin
- Kap. XVII: Vom Tempel des Bramante (Tempietto in San Pietro in Montorio, Rom)
- Kap. XVIII: Vom Tempel des Jupiter Stator
- Kap. XIX: Vom Tempel des Jupiter Tonans
- Kap. XX: Vom Pantheon, das man heute die Rotonda nennt (Pantheon, Rom)
- Kap. XXI: Von einigen Tempeln außerhalb Roms und in Italien, zunächst dem Tempel des Bacchus (Santa Costanza, Rom)
- Kap. XXII: Vom Tempel, dessen Überreste man nahe der Kirche San Sebastiano an der Via Appia sieht (Santi Cosma e Damiano, Rom)
- Kap. XXIII: Vom Tempel der Vesta (Tivoli)
- Kap. XXIV: Vom Tempel von Kastor und Pollux (San Paolo Maggiore, Neapel)
- Kap. XXV: Von dem Tempel unterhalb Trevi (Heiligtum des Iupiter Clitumnus)
- Kap. XXVI: Vom Tempel in Assisi (Santa Maria sopra Minerva, Assisi)
- Kap. XXVII: Von der Gestalt einiger Tempel außerhalb Italiens, zunächst von zwei Tempeln in Pola (Augustus-Tempel, Pula)
- Kap. XXVIII: Von den zwei Tempeln in Nîmes und zunächst von dem, den man die Maison Quarrée nennt (Maison Carrée, Nîmes)
- Kap. XXIX: Von anderen Tempeln in Nîmes (Tempel der Diana, Nîmes)
- Kap. XXX: Von zwei weiteren Tempeln in Rom, zunächst von dem der Concordia (Tempel des Saturn, Rom)
- Kap. XXXI: Vom Tempel des Neptun (Rom)

## Verfasser
Palladio begründete eine Architekturbewegung, die nach ihm benannt wurde: der Palladianismus. I quattro libri dell'architettura beinhalten Palladios eigene Entwürfe, die die Reinheit und Einfachheit der klassischen Architektur verherrlichen. Einige dieser Entwürfe wurden nie realisiert, während andere vollständig oder zumindest teilweise ausgeführt wurden. Die klare Gliederung und Transparenz inspirierte zahlreiche Auftraggeber und Architekten. Palladios Architektur genoss eine hohe Popularität in ganz Europa und verbreitete sich zum Ende des 18. Jahrhunderts bis nach Nordamerika. Thomas Jefferson, Präsident der Vereinigten Staaten, war ein begeisterter Bewunderer Palladios und bezeichnete das Traktat als „Bibel“. Jefferson nahm sich Die vier Bücher der Architektur für das von ihm entworfene Wohnhaus in Monticello und für die Rotunde der Universität in Virginia zum Vorbild. Auch der englische Architekt William Buckland orientierte sich an Palladios Traktat beim Entwurf des Hammond-Harwood House in Annapolis, Maryland.
Unter Palladios Vorbildern sind vor allem Ruinen römischer Gebäude, antike Schriften (besonders von Vitruv) und zeitgenössische Architekten der Renaissance. Allerdings stellt Palladio eigene systematische Regeln und Grundprinzipien zum Bauen auf, die zu seiner Zeit kreativ und einzigartig waren. Die Regeln lassen sich in zwei Kategorien einteilen: Regeln des Entwurfs (äußere Gestalt) und Regeln der Konstruktion (Aufbau einer Villa). Hinzu kommen mehrere Unterkategorien von Regeln und Richtlinien.

## Architektonische Grundprinzipien
Ähnlich wie Leon Battista Alberti ein Jahrhundert zuvor, war es nie Palladios Ziel, die Architektur der Antike unverändert zu kopieren, sondern architektonische Prinzipien wiederzubeleben, wie z. B. Symmetrie, Harmonie, Proportionalität, Logik, eine hierarchische Anordnung von Räumen und Gebäuden, sowie ein Ordnungssystem einzelner Bauteile. Dafür studierte er antike Gebäude nicht nur im Detail, sondern in ihrer Ganzheit und ihrer Zusammensetzung. Größere Bauteile und Räume (wie z. B. den Viersäulensaal, die Säulenordnungen, das Peristyl) übernimmt Palladio in seinen eigenen Villenbauten, aber variiert sie und setzt sie in neue Kontexte. Er sieht die antiken Formen als Puzzleteile, die variabel sind und je nach Bedarf immer wieder neu zusammengesetzt werden können. Palladio bildet das Gegenstück zum Manierismus, das sich durch eine hohe Individualität, einen stärkeren Dekor und Regelbrüche auszeichnete.
Auch war sein Ziel die Vereinheitlichung und Standardisierung von Architektur durch simple Regeln und Prinzipien, die sich auf jede Bauaufgabe übertragen lassen. Diese Regeln sollen unkompliziert und für jeden Architekten praktisch anwendbar sein. Das Traktat nimmt damit die Stellung eines Lehrbuchs ein. Palladios Prinzipien genossen dadurch schnell eine kanonische Stellung und wurden jahrhundertelang aufgegriffen und rezipiert (Palladianismus).
Die Holzschnitte zeigen eine hohe Einheitlichkeit: häufig ein dreiteiliges Schema, Achsensymmetrie, eine große zentrale Sala, nach hinten kleiner werdende Räume und eine Tempelfassade mit Dreiecksgiebel, die den Eingang anzeigt. Nicht nur Palladios Grundrisse weisen ein proportionales System auf, sondern die Proportionen durchziehen den ganzen Entwurf in allen drei Dimensionen: Grundriss und Aufriss, Innenraum und Außenbau, Sala und anliegende Räume. Er koordinierte die Bauteile und Abschnitte eines Gebäudes auf eine Weise, die sie eng miteinander verbindet und eine Einheit schafft, die einer Hierarchie unterliegt. Die zentrale Sala dominiert die anliegenden Räume und bildet den Höhepunkt der Komposition. Räume näher am Zentrum sind größer und wichtiger als weiter entfernte Räume.

## Weiterführende Artikel
- Vitruv: De architectura (Zehn Bücher über die Architektur)